# Miles Walker
Miles Rawstron Walker, né en 1940, est un homme politique de l’île de Man. Il a été le premier à occuper le poste de ministre en chef (en anglais Chief Minister, en mannois Ard-choylargh) du gouvernement de l’île, de 1986 à 1996. Donald Gelling lui a succédé.
Il assure deux mandats en tant que ministre en chef, de 1986 à 1996, mais il annonce renoncer, au mois de septembre 1996, à se présenter pour un troisième mandat. Deux mois plus tôt, prétendant à la fonction de président du Tynwald, il est battu par sir Charles Kerruish par 18 voix contre 10. Donald Gelling devient alors le nouveau ministre en chef de l'île.